# Janko Moder
Janko Moder (ur. 8 maja 1914 w Dolu pri Ljubljani, zm. 20 października 2006) – słoweński tłumacz, redaktor i publicysta.

## Życiorys
Janko Moder ukończył slawistykę na Uniwersytecie w Lublanie w 1939 roku. Był nauczycielem w liceum w Lublanie, a od roku 1944 pracował jako kierownik literacki w Teatrze Narodowym w Lublanie.
W 1945 roku został aresztowany z powodów politycznych. W więzieniu spędził 9 miesięcy. Stworzył wtedy wieniec sonetów Sla spomina (Pożądanie pamięci), w którym opisuje życie w więzieniu.
W roku 1954 rozpoczął pracę niezależnego tłumacza. W latach 1970–1976 wykładał na Akademii teatru, radia, filmu i telewizji w Lublanie (AGRFT).
Był redaktorem w wydawnictwie Cankarjeva založba i współzałożycielem Stowarzyszenia słoweńskich tłumaczy literatury (Društvo slovenskih književnih prevajalcev). Był również pierwszym przewodniczącym Związku Stowarzyszeń Tłumaczy Jugosławii (Zveza društev prevajalcev Jugoslavije) w latach 1972–1974.
Tłumaczył z ponad 20 języków europejskich, przede wszystkim klasyków i dramaty takich autorów jak: Pedro Calderón de la Barca, William Szekspir, Molier, Carlo Goldoni, Henrik Ibsen, George Bernard Shaw, Luigi Pirandello, Bertolt Brecht, Federico García Lorca oraz literaturę piękną (Iwan Turgieniew, Anton Czechow, Fiodor Dostojewski, Lew Tołstoj, Boris Pasternak, Vladimir Nabokov, Ivo Andrić, Meša Selimović, Władysław Reymont, Daniel Defoe, D.H. Lawrence, William Golding, Henry James, Theodore Dreiser, William Faulkner, William Styron, Günter Grass, Heinrich Böll, Isaac Bashevis Singer, Gabriel García Márquez), a także poezję (Rabindranath Tagore, Odyseas Elitis), rozprawy filozoficzne (Friedrich Nietzsche), książki popularnonaukowe i podręczniki, zwłaszcza językowe. W jego dorobku znajduje się ponad 400 przekładów literackich i ponad 200 przekładów dramatów oraz około 100 tłumaczeń specjalistycznych, co jest swego rodzaju fenomenem nie tylko w Słowenii, ale i na świecie.

## Tłumaczenia z języka polskiego
- Henryk Sienkiewicz, Z ognjem in mečem / Ogniem i mieczem (Izbrana dela Henryka Sienkiewicza, 1; 2), Ljubljana, Državna založba Slovenije, 1970.
- Władysław Stanisław Reymont, Kmetje. D. 1, Jesen / Chłopi. Jesień. (Nobelovci, 1) Ljubljana, Cankarjeva založba, 1973, 1975, 1978.
- Władysław Stanisław Reymont, Kmetje. D. 2, Zima / Chłopi. Zima. (Nobelovci, 2) Ljubljana, Cankarjeva založba, 1973, 1975, 1978.
- Władysław Stanisław Reymont, Kmetje D. 3, Pomlad / Chłopi. Wiosna. (Nobelovci, 3) Ljubljana, Cankarjeva založba, 1973, 1975, 1978.
- Władysław Stanisław Reymont, Kmetje. D. 4, Poletje / Chłopi. Lato. (Nobelovci, 4) Ljubljana, Cankarjeva založba, 1973, 1975, 1978.
- Stanisław Dygat Slovo / Pożegnania (Amfora) Ljubljana, Državna založba Slovenije, 1974.
- Henryk Sienkiewicz, Izbrana dela Henryka Sienkiewicza / Henryk Sienkiewicz. Dzieła zebrane, Brez dogme / Bez dogmatu. Ljubljana, Državna založba Slovenije, 1975.
- Henryk Sienkiewicz, Novele / Nowele, Ljubljana, Državna založba Slovenije, 1975.
- Henryk Sienkiewicz, Quo vadis (Izbrana dela, 9). Ljubljana, Državna založba Slovenije, 1975.
- Janusz Przymianowski, Štirje tankisti in pes / Czterej pancerni i pies, Ljubljana, Borec, 1975.
- Henryk Sienkiewicz Zgodnje novele / Wczesne nowele (Nobelovci, 49) Ljubljana, Cankarjeva založba, 1979.
- Czesław Miłosz Dolina Isse / Dolina Issy (Nobelovci, 65) Ljubljana, Cankarjeva založba, 1981.
- Henryk Sienkiewicz, Quo vadis. Ljubljana: Mladinska knjiga, 1991.